# Комесаджо
Комеса̀джо (на италиански: Commessaggio, на местен диалект: Cumsas, Кумъсас) е село и община в Северна Италия, провинция Мантуа, регион Ломбардия. Разположено е на 22 m надморска височина. Населението на общината е 1135 души (към 2014 г.).